# Andrea Renee Villarreal
Andrea Renee Villarreal (* 24. März 1994) ist eine mexikanische Tennisspielerin.

## Karriere
Villarreal spielt hauptsächlich auf dem ITF Women’s Circuit, auf dem sie bisher drei Turniersiege im Doppel errungen hat.
Ihr bislang letztes internationale Turnier spielte Villarreal im April 2021. Sie wird daher nicht mehr in der Weltrangliste geführt.

## Turniersiege

### Doppel
| Nr. | Datum          | Turnier     | Kategorie   | Belag             | Partnerin          | Finalgegnerinnen              | Ergebnis  |
| --- | -------------- | ----------- | ----------- | ----------------- | ------------------ | ----------------------------- | --------- |
| 1.  | 24. Juni 2017  | Victoria    | ITF $15.000 | Hartplatz (Halle) | Marcela Zacarías   | Frances Altick Alexa Graham   | 7:5, 6:4  |
| 2.  | 9. August 2018 | Santa Tecla | ITF $15.000 | Hartplatz         | Stephanie Nemtsova | Vladica Babić Monica Robinson | 6:1, 7:64 |
| 3.  | 27. April 2019 | Cancun      | ITF $15.000 | Hartplatz         | Marcela Zacarías   | Alicia Smith Madison Westby   | kampflos  |